# Azeotropní destilace

Fázový diagram(vlevo) a diagram průběhu (vpravo) aparatury pro azeotropní destilaci. Fázový diagram obsahuje oblast, kde se složky nemísí, takže je možné je oddělit dekantací.

Azeotropní destilace je souhrnné označení pro metody sloužící k získání směsi, ve které se požadovaná látka vyskytuje ve vyšším podílu než v azeotropní směsi. V chemickém inženýrství se tak často označuje konkrétní postup spočívající v přídání další látky do směsi, přičemž se vytvoří nový azeotrop s nižší teplotou varu, který je heterogenní (obsahuje tedy dvě nesmísitelné kapalné složky); příkladem je níže zobrazené přidání benzenu do směsi vody a ethanolu.

## Rozdělovač látek
Přídání rozdělovče látek, například benzenu do směsi ethanolu a vody, způsobí změnu molekulárních interakcí a odstraní azeotrop. Po přidání do kapalné fáze může nová složka různými způsoby změnit aktivitní koeficient mnoha látek, což vede ke změně těkavosti směsi. Při větších odchylkách od Raoultova zákona je snazší dosáhnout výrazné změny těkavosti při přidání další složky. U azeotropní destilace je těkavost složky stejná jako těkavost směsi a nový azeotrop se vytváří na základě rozdílů v polaritě molekul.

## Destilace směsi ethanolu s vodou
Často uváděným příkladem azeotropní destilace je dehydratace směsi ethanolu a vody; používá se zde téměř azeotropní směs. Lze zde použít několik různých rozdělovačů látek: benzen, pentan, cyklohexan, hexan, heptan, isooktan, aceton a diethylether, nejčastěji se používají benzen a cyklohexan, ovšem používání benzenu se omezuje kvůli jeho karcinogenním vlastnostem. Tento postup se již příliš nepoužívá z důvodu vysoké nákladnosti.
Další metodou oddělení ethanolu a vody z azeotropní směsi je použití toluenu.

## Tlaková destilace
Tlaková destilace je metoda oddělení složek azeotropu založená na skutečnosti, že je složení azeotropní směsi závislé na vnějším tlaku. Azeotrop není směs, kterou nelze destilovat, ale okamžik, kdy se vyrovnávají aktivitní koeficienty složek. Pokud se směs dostane přes tento bod, tak může destilace pokračovat, ovšem například u směsi vody s ethanolem bude kvůli překročení této meze voda unikat ve větším množství než ethanol a ne naopak, jak tomu bylo při nižších koncentracích.
„Překročení“ azeotropu lze dosáhnout změnou tlaku, ten se obvykle upraví tak, aby se azeotrop při tomto tlaku lišil svým složením od azeotropu při běžném tlaku. U směsi ethanolu s vodou je například objemový zlomek ethanolu při 2 MPa 93,9 %, zatímco při běžném tlaku je to 95,5 %. Destilace za těchto podmínek probíhá v opačném směru, v destilátu se hromadí voda. Voda se následně převede do nádoby, kde je nižší tlak a probíhá tam běžná destilace, ve spodní části se zde hromadí voda, zatímco ve spodní části nádoby s vysokým tlakem je velmi čistý ethanol (o koncentraci 99 % nebo vyšší).
Tlaková destilace je, kvůli potřebě vysokého tlaku v destilačních nádobách, poměrně nákladná.

## Molekulová síta
U azeotropů s nízkou teplotou varu nelze získat těkavější složku v čisté podobě samotnou destilací a je potřeba použít jiný postup, nejčastěji se používají molekulová síta. Při použití molekulových sít například 96% ethanol prochází těmito síty, která zadržují vodu a vzniká čistý ethanol. Síta lze následně obnovit dehydratací pomocí vakuové pece.

## Využití v organické chemii
Některé dehydratační reakce v organické chemii mají reakční rovnováhu posunutou výrazně doleva; příkladem může být příprava dioxolanů z aldehydů:
RCHO + (CH2OH)2 ⇌ RCH(OCH2)2 + H2O
Rovnováhu takových reakcí lze často posunout ve prospěch produktů odstraňováním vody pomocí azeotropní destilace.